# Aschersoniodoxa
Aschersoniodoxa ist eine Pflanzengattung innerhalb der Familie der Kreuzblütengewächse (Brassicaceae). Die etwa drei Arten der Gattung sind in den südamerikanischen Anden heimisch.

## Beschreibung und Ökologie

### Vegetative Merkmale
Die Aschersoniodoxa-Arten besitzen fleischige Blätter mit versunkenen Stomata und ein dichtes Mesophyll, womit sie sich an ihre trockenen Standorte angepasst haben.

### Generative Merkmale
Als Früchte werden Schoten gebildet. Die Schotenhälften sind breit und blattförmig mit erhabener Nervatur. Die Schoten springen im reifen Zustand von der Spitze her kommend auf, während die Basis mit dem Gynophor verwachsen bleibt.

## Vorkommen
Die Arten der Gattung Aschersoniodoxa kommen in den südamerikanischen Anden in Höhenlagen von 3800 bis 5100 Metern vor. Sie wachsen an trockenen Standorten mit steinigen, humusarmen Böden.

## Systematik
Die deutschen Botaniker Ernst Friedrich Gilg und Reinhold Conrad Muschler stellten die Gattung Aschersoniodoxa 1909 mit der Art Aschersoniodoxa mandoniana in Aufzählung aller zur Zeit bekannten südamerikanischen Cruciferen in Botanische Jahrbücher, Band 42, Nummer 5, S. 469 auf und beschrieben eine weitere Art, Aschersoniodoxa chimborazensis. Der Gattungsname Aschersoniodoxa ist wahrscheinlich zu Ehren des deutschen Botanikers Paul Friedrich August Ascherson gewählt worden.
Der deutsche Botaniker Otto Eugen Schulz stellte 1924 die Art Aschersoniodoxa chimborazensis unter dem Namen Eudema remyana in die Gattung Eudema; sie wird seit 1990 als Unterart Eudema nubigena subsp. remyana (Wedd.) Al-Shehbaz angesehen.
Nach dem irakischstämmigen US-amerikanischen Botaniker Ihsan Ali Al-Shehbaz gibt es 1990 in der Gattung Aschersoniodoxa drei Arten:
- Aschersoniodoxa cachensis (Speg.) Al-Shehbaz: Sie ist die Aschersoniodoxa-Art mit dem größten Verbreitungsgebiet: sie kommt im zentralen Peru, im westlichen Bolivien und imm nordwestlichen Argentinien vor.[3]
- Aschersoniodoxa mandoniana (Wedd.) Gilg & Muschl.: Dieser Endemit kommt nur im Departamento La Paz im westlichen Bolivien vor.[3]
- Aschersoniodoxa pilosa Al-Shehbaz: Al-Shehbaz zufolge war 1990 nur ein einziges gesammeltes Exemplar bekannt, das im südlichen Peru gefunden wurde.[3]

Die Gattung Aschersoniodoxa gehört zur Tribus Eudemeae innerhalb der Familie Brassicaceae.